# Соболев, Константин Фёдорович
Константин Фёдорович Соболев (1920—1965) — майор Советской Армии, участник Великой Отечественной войны, Герой Советского Союза (1946).

## Биография

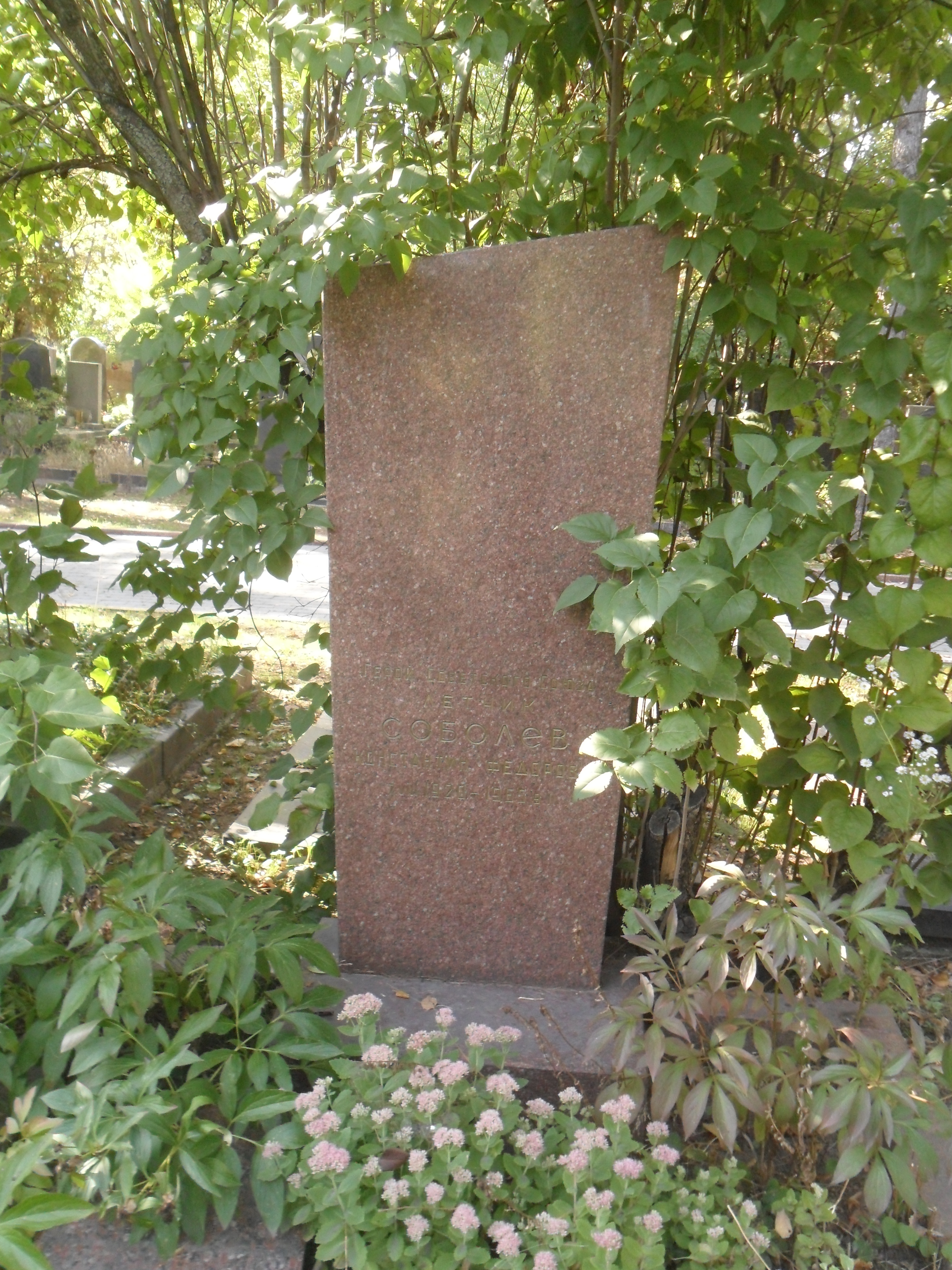
Могила Соболева на Новодевичьем кладбище Москвы.

Константин Соболев родился 7 августа 1920 года в деревне Залуги (ныне — Ступинский район Московской области). После окончания семи классов школы работал токарем. В 1938 году Соболев был призван на службу в Рабоче-крестьянскую Красную Армию. В 1940 году он окончил Борисоглебскую военную авиационную школу пилотов. С июля 1942 года — на фронтах Великой Отечественной войны.
К апрелю 1945 года майор Константин Соболев командовал эскадрильей 171-го истребительного авиаполка 315-й истребительной авиадивизии 14-го истребительного авиакорпуса 15-й воздушной армии Ленинградского фронта. К тому времени он совершил 168 боевых вылетов, принял участие в 93 воздушных боях, сбив 16 вражеских самолётов лично и ещё 3 — в составе группы.
Указом Президиума Верховного Совета СССР от 15 мая 1946 года майор Константин Соболев был удостоен высокого звания Героя Советского Союза с вручением ордена Ленина и медали «Золотая Звезда».
В 1946 году Соболев был уволен в запас. Проживал в Москве, работал в гражданской авиации. Скоропостижно скончался 9 февраля 1965 года, похоронен на Новодевичьем кладбище Москвы.
Был также награждён двумя орденами Красного Знамени, орденами Александра Невского, Отечественной войны 1-й степени, Красной Звезды и «Знак Почёта», рядом медалей.